# پیمان جعفری
پیمان جعفری (زاده ۱۳۴۲ در تهران)، تهیه کننده، مجری طرح و مدیر تولید ایرانی است. او فارغ التحصیل مرکز اسلامی آموزش فیلم سازی و دانشگاه هنرهای زیبا تهران  است. فعالیت خود را از سال ۱۳۶۶ آغاز کرده است.

## آثار
| سال       | نام اثر                             | نوع اثر             | سمت                          |
| ۱۴۰۱      | سووشون                              | فیلم کوتاه          | تهیه کننده                   |
| ۱۴۰۱      | بدرود محبوبم                        | سینمایی             | مدیرتولید                    |
| ۱۴۰۱      | طنزستان                             | سریال تلویزیونی     | مدیرتولید                    |
| ۱۳۹۹      | شهید باکری                          | سریال               | مدیرتولید                    |
| ۱۳۹۸      | سلمان فارسی                         | سریال               | مدیرتولید                    |
| ۱۳۹۷      | رقص روی شیشه                        | سریال (نمایش خانگی) | تهیه کننده                   |
| ۱۳۹۷      | اژدر                                | سینمایی             | مدیرتولید                    |
| ۱۳۹۶      | جیما                                | فیلم کوتاه          | تهیه کننده                   |
| ۱۳۹۶      | سوء تفاهم                           | سینمایی             | مدیرتولید                    |
| ۱۳۹۵      | انزوا                               | سینمایی             | تهیه کننده                   |
| ۱۳۹۵      | آااادت نمی کنیم                     | سینمایی             | تهیه کننده                   |
| ۱۳۹۵      | انزوا                               | سینمایی             | مدیرتولید                    |
| ۱۳۹۴      | آااادت نمی کنیم                     | سینمایی             | مدیرتولید                    |
| ۱۳۹۴      | هفت ماهگی                           | سینمایی             | مدیرتولید                    |
| ۱۳۹۳      | در دنیای تو ساعت چند است؟           | سینمایی             | مدیرتولید                    |
| ۱۳۹۳      | مرگ ماهی                            | سینمایی             | مدیرتولید                    |
| ۱۳۹۳      | شیفت شب                             | سینمایی             | مدیرتولید                    |
| ۱۳۹۲-۱۳۹۳ | خط                                  | سریال               | مدیرتولید                    |
| ۱۳۹۱      | جایزه برای بازنده ها                | سینمایی             | تهیه کننده                   |
| ۱۳۹۰      | مثل یک کابوس                        | سریال               | مجری طرح                     |
| ۱۳۸۹      | نقش لیلی                            | تله فیلم            | مجری طرح                     |
| ۱۳۹۰      | قصه سیمین                           | تله فیلم            | تهیه کننده                   |
| ۱۳۹۰      | پل چوبی                             | سینمایی             | مدیرتولید                    |
| ۱۳۸۹      | روز یلدا شب چله                     | تله فیلم            | تهیه کننده                   |
| ۱۳۸۹      | منشی موقت                           | تله فیلم            | مدیرتولید                    |
| ۱۳۸۹      | قصه پریا                            | سینمایی             | مدیرتولید                    |
| ۱۳۸۸      | شرط اول                             | سینمایی             | مدیرتولید                    |
| ۱۳۸۷      | ده رقمی                             | سینمایی             | مدیرتولید                    |
| ۱۳۸۷      | عصر روز دهم                         | سینمایی             | مدیرتولید                    |
| ۱۳۸۶      | دوئت                                | سینمایی             | تهیه کننده                   |
| ۱۳۸۶      | تاریکی                              | تله فیلم            | مدیرتولید                    |
| ۱۳۸۶      | مرگ در می زند                       | تله فیلم            | مدیرتولید                    |
| ۱۳۸۶      | اخراجی                              | تله فیلم            | مدیرتولید                    |
| ۱۳۸۶      | پری دخت                             | سریال               | مدیرتولید                    |
| ۱۳۸۵      | میم مثل مادر                        | سینمایی             | مدیرتولید                    |
| ۱۳۸۵      | اخراجی                              | تله فیلم            | مدیرتولید                    |
| ۱۳۸۴      | چه کسی امیر را کشت؟                 | سینمایی             | مدیرتولید                    |
| ۱۳۸۴      | چهارشنبه سوری                       | سینمایی             | مدیرتولید                    |
| ۱۳۸۳      | نسیم وصل                            | سریال               | مدیرتولید                    |
| ۱۳۸۳      | گرداب                               | سینمایی             | مدیرتولید                    |
| ۱۳۸۳      | نگاه                                | سینمایی             | مدیرتولید                    |
| ۱۳۸۲      | پروانه ای در باد                    | سینمایی             | مدیرتولید                    |
| ۱۳۸۲      | بچه های خیابان                      | سریال               | مدیرتولید                    |
| ۱۳۸۲      | داستان ناتمام                       | سینمایی             | مدیرتولید                    |
| ۱۳۸۲      | رانت خوار کوچک                      | سریال               | مدیرتولید                    |
| ۱۳۸۱      | عروس خوش قدم                        | تله فیلم            | مدیرتولید                    |
| ۱۳۸۱      | انتقام                              | تله فیلم            | مدیرتولید                    |
| ۱۳۸۱      | رقص در غبار                         | سینمایی             | مدیرتولید                    |
| ۱۳۸۱      | روز کارنامه                         | سینمایی             | مدیرتولید                    |
| ۱۳۸۱      | شب های روشن                         | سینمایی             | مدیرتولید                    |
| ۱۳۸۱      | کودکانه                             | سینمایی             | مدیرتولید                    |
| ۱۳۸۱      | ایستگاه متروک                       | سینمایی             | مدیرتولید                    |
| ۱۳۸۰      | همسایه از همسایه چه خبر؟            | سریال               | مدیرتولید                    |
| ۱۳۸۰      | پنجره                               | سریال               | مدیرتولید                    |
| ۱۳۸۰      | سایه روشن                           | سینمایی             | مدیرتولید                    |
| ۱۳۸۰      | دوازده برادر                        | سینمایی             | مدیرتولید                    |
| ۱۳۸۰      | تردستی                              | سینمایی             | مدیرتولید                    |
| ۱۳۸۰      | ۱۰۱ راه برای ذله کردن پدر و مادر ها | سریال               | مدیرتولید                    |
| ۱۳۸۰      | فردا                                | سینمایی             | مدیرتولید                    |
| ۱۳۷۹-۱۳۸۰ | شب چراغ                             | سریال               | مدیرتولید                    |
| ۱۳۷۹      | تاریکخانه                           | سینمایی             | مدیرتولید                    |
| ۱۳۷۹      | روز ایپریت                          | سینمایی             | مدیرتولید                    |
| ۱۳۷۸      | جاودانه سوگ (تعزیه)                 | سریال               | مدیرتولید                    |
| ۱۳۷۸      | کارآگاه شمسی مادام                  | سریال               | مدیرتولید                    |
| ۱۳۷۸      | بزرگان انیمیشن ایران                | سریال مستند         | مدیرتولید                    |
| ۱۳۷۷      | ایستگاه آخر                         | سینمایی             | مدیرتولید                    |
| ۱۳۷۵      | ثقه الاسلام تبریزی                  | سریال               | مدیرتولید                    |
| ۱۳۷۴      | عروسک آرزوها                        | سریال               | مدیرتولید                    |
| ۱۳۷۴      | مسافر شهر قصه ها                    | سینمایی             | مدیرتولید                    |
| ۱۳۷۴      | تا فردا (ترکیبی)                    | برنامه              | مدیرتولید                    |
| ۱۳۶۶      | شهری چون بهشت                       | سینمایی             | مدیرتولید                    |
| ۱۳۸۰      | زیستن                               | سینمایی             | جانشین مدیر تولید            |
| ۱۳۷۳      | بازمانده                            | سینمایی             | جانشین مدیر تولید            |
| ۱۳۷۲      | همسر                                | سینمایی             | جانشین مدیر تولید            |
| ۱۳۷۱      | از کرخه تا راین                     | سینمایی             | جانشین مدیر تولید            |
| ۱۳۸۱      | رقص در غبار                         | سینمایی             | مشاور تولید                  |
| ۱۳۹۷      | لایه های دروغ                       | سینمایی             | بازیگر                       |
| ۱۳۹۷      | دل دار                              | سینمایی             | بازیگر                       |
| ۱۳۹۷      | اژدر                                | سینمایی             | بازیگر                       |
| ۱۳۹۳      | سه بیگانه                           | سینمایی             | بازیگر                       |
| ۱۳۹۳      | دو                                  | سینمایی             | بازیگر                       |
| ۱۳۸۷      | عصر روز دهم                         | سینمایی             | بازیگر                       |
| ۱۳۸۱      | رقص در غبار                         | سینمایی             | بازیگر                       |
| ۱۳۶۸      | هی ماتادور                          | نمایش               | بازیگر                       |
| ۱۳۶۶      | گاندو                               | مستند               | فیلمبردار                    |
| ۱۳۷۰      | دادستان                             | سینمایی             | دستیار کارگردان و برنامه ریز |

- مدیر تولید و تهیه کننده بیش از چهل فیلم کوتاه و مستند از جمله : خدا می آید ، گاندو ، جیما ، سووشون ، مستند شش گانه فولاد مبارکه ، مستند سه گانه جاده ابریشم ، طاق کسری در بغداد ، مستند پنج قسمتی ماتریوشکا ، مستند چهار قسمتی فرانسه و...
-ده سال عضو هیئت مدیره انجمن مدیران تولید
-پنج سال رئیس انجمن مدیران تولید
-همکاری در برگزاری ده دوره جشنواره فیلم فجر
-همکاری در برگزاری دو دوره جشنواره کودک
-همکاری در برگزاری کنگره شهدای همدان و ... 